# Յ
Das Yi (Յ und յ) ist der 21. Buchstabe des armenischen Alphabets. Der Buchstabe stellt den Laut [⁠j⁠] dar und wird im Deutschen mit dem Buchstaben J (situativ auch I, Y oder H) transkribiert.
Es ist dem Zahlenwert 300 zugeordnet. 

## Zeichenkodierung
Das Yi ist in Unicode an den Codepunkten U+0545 (Großbuchstabe) bzw. U+0575 (Kleinbuchstabe) zu finden.